# Mooste

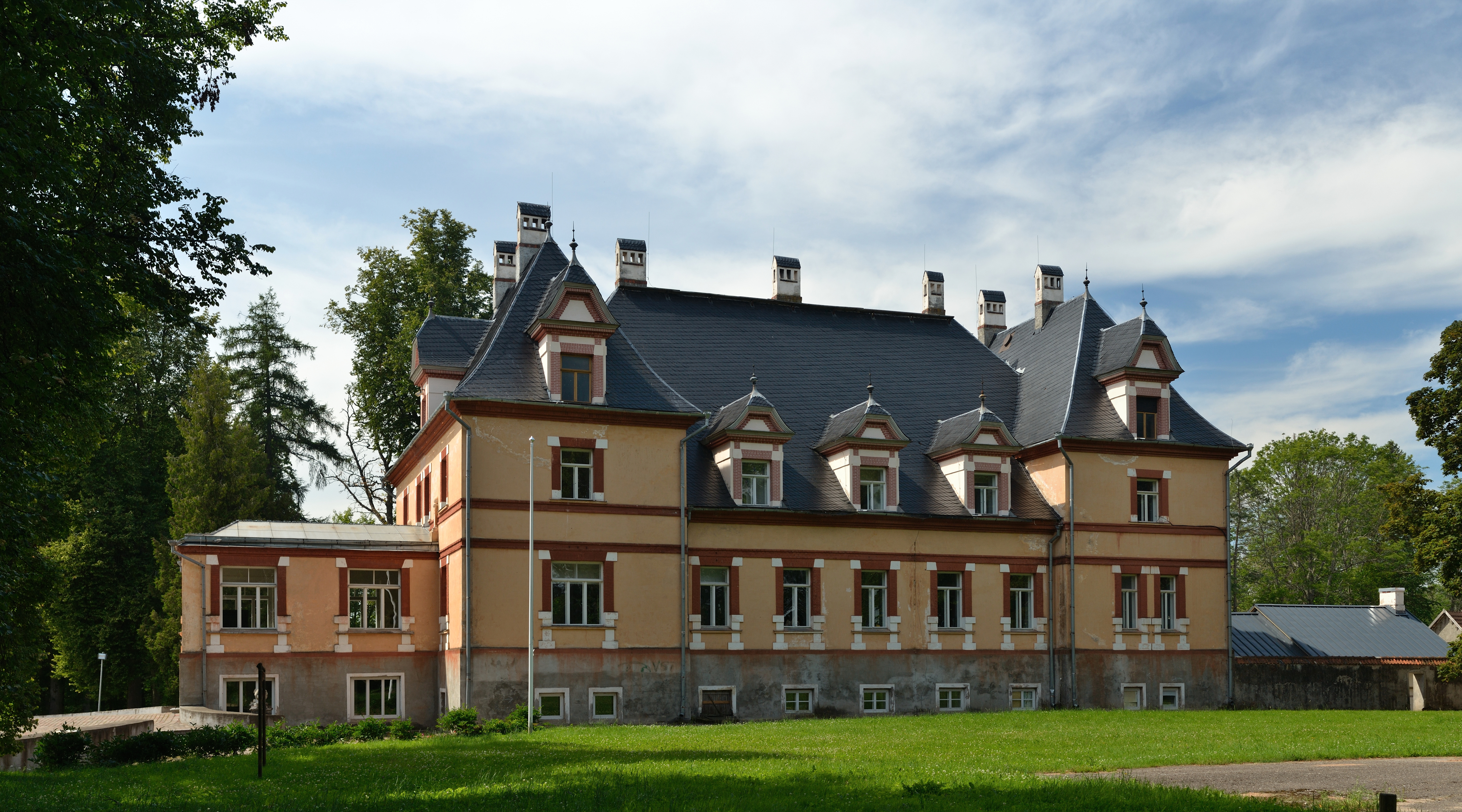

Mooste este un târgușor (centru urban) situat în partea de sud-est a Estoniei, în regiunea Põlva, pe malul estic al lacului omonim. Este reședința comunei Mooste.